# 互文
互文，也叫互辭，是古詩文中常採用的一種修辭法，古語對它的解釋是：「參互成文，含而見意。」在古文中，把屬於一個句子（或短語）的意思，分寫到兩個句子或短語裡，解釋時要把上下句的意思互相補足，就是互文。換言之，就是指前後詞句的意思相互隱含，可以互相解釋補充，也稱為「互文見義，互言、互備、互體」等，定義為文章中某上句省略下句出現的字詞，下句省略上句出現的字詞，但上句與下句合併後即成為一個意思，相互補足。如范仲淹岳陽樓記說：「不以物喜，不以己悲。」就是「不以物喜悲，不以己喜悲。」互文與對偶間具模糊地帶，如男有分、女有歸。

## 架構
主要有兩種：
1. 詞語互文：於柳宗元捕蛇者說一文中「悍吏之來吾鄉，叫囂乎東西，隳突乎南北。」本應為「叫囂隳突乎東西南北」，又如杜牧泊秦淮中的「煙籠寒水月籠沙」其實就是「煙霧和月色籠罩著寒冷的河水和沙岸」。
2. 句子互文：在北朝民歌木蘭詩裡的「東市買駿馬，西市買鞍韉，南市買轡頭，北市買長鞭。」此處的「東、西、南、北」互文，「駿馬、鞍韉、轡頭、長鞭」互文，也就是說可以解釋為「去各個市集裡買到騎馬所需的各種配件及馬匹」。

## 類型
常見的互文有四種：
1. 連續式互文：由兩個結構相同或相似的短語，連續在一起組成互文。
2. 平行式互文：由兩個結構相同或相似的分句，以平行方式組成互文。
3. 對舉式互文：由兩個結構相同或相似的分句，形式平行，內容是正反對舉的方式組成互文。
4. 多層式互文：由兩個結構相同或相似的分句，形式平行，內容含有多層意義組成互文。

## 其他舉隅

### 詩詞
- 「秦時明月漢時關」（出自王昌齡出塞。）
- 「東犬西吠」（出自歸有光項脊軒志。）
- 「父兮生我，母兮鞠我。」（出自詩經·小雅·蓼莪。）
- 「朔氣傳金柝，寒光照鐵衣」（出自木蘭詩。）
- 「將軍百戰死，壯士十年歸」（出自木蘭詩。）
- 「當窗理雲鬢，對鏡貼花黃」（出自木蘭詩。）
- 「迢迢牽牛星，皎皎河漢女」（出自迢迢牽牛星。 ）
- 「枝枝相覆蓋，葉葉相交通」（出自孔雀東南飛。 ）
- 「負者歌於途，行者休於樹，前者呼，後者應」（出自 歐陽脩醉翁亭記。）

### 成語
橫衝直撞、冰天雪地、狂風驟雨等等，需注意不要与錯綜混淆。佛道中男生为「善男」、女生为「信女」，故「善男信女」不能算互文。

### 白話用例
- 你們作妻子的，要順服丈夫，這在主裡是合宜的。你們作丈夫的，要愛妻子，不可苦待他們。（《歌罗西書》3章18～19節）
- 上課时不能玩手机，不能看電腦。
- 只有真正快乐的男人，才能带给女人真正的快乐。
- 男抖穷，女抖賤。